# Parasympodiella clarkii
Parasympodiella clarkii är en svampart som beskrevs av B. Sutton 1978. Parasympodiella clarkii ingår i släktet Parasympodiella, divisionen sporsäcksvampar och riket svampar.   Inga underarter finns listade i Catalogue of Life.